# Azumi
Azumi (biểu ký bằng Hiragana: あずみ) là tên một tác phẩm manga thể loại hành động của họa sĩ Koyama Yū và cũng là tên hai bộ phim cùng tên được dựng từ tác phẩm manga này.

## Khái yếu
Tác phẩm này được đăng tải liên tục từ năm 1994 cho đến năm 2008 trên tạp chí manga của nhà xuất bản Shōgakukan là Big Comic Superior thì hoàn tất bộ 1. Bộ 1 gồm 48 cuốn in thành khổ bỏ túi (Tankōbon). Bộ 2 của tác phẩm này mang tên AZUMI, biểu ký bằng chữ La Tinh chứ không bằng chữ Hiragana như bộ 1, bối cảnh là cuối thời Mạc phủ.
Tác phẩm này từng nhận được giải thưởng ưu tú nhất của bộ môn manga tại hội văn hóa nghệ thuật Media vào năm 1997 và giải thưởng Manga của Shōgakukan lần thứ 43 dành cho bộ môn thanh thiếu niên vào năm 1998.

## Nội dung
Đầu thời Mạc phủ Edo, để tiêu diệt mọi mầm mống phản loạn và gây dựng nên thời thái bình vững chãi, chính quyền Edo đã bí mật xây dựng một tập đoàn thích khách bằng cách nuôi dạy bọn trẻ mồ côi trở thành những sát thủ hạng nhất. Tác phẩm này miêu tả cuộc chiến giữa Azumi, một trong những đứa trẻ được nuôi dạy thành sát thủ và các vị chư hầu đang âm mưu lật đổ chính quyền Mạc phủ Edo. Thông qua đó tác phẩm cũng mô tả nỗi khổ tâm của thiếu nữ vô cấu Azumi khi phải ra tay giết người để củng cố nền hòa bình của đất nước. Tác phẩm cũng nói lên nỗi bất an của một xã hội trong thời kỳ quá độ, những bất mãn của tầng lớp samurai trong buổi giao thời từ Chiến quốc sang một thời đại hòa bình mới, trong đó vai trò của người võ sĩ ngày càng mờ nhạt đi.

## Nhân vật chính trong tác phẩm
Azumi
Nhân vật chính của tác phẩm, một trong số các thích khách tinh anh được Obata Gessai nuôi dạy. Azumi là thiếu nữ thơ ngây, trong sáng (thiếu nữ vô cấu) và được lũ trẻ yêu thích. Thân thế thực sự của Azumi không được nhắc đến trực tiếp trong tác phẩm nhưng qua lời kể của các nhân vật thì hình như Azumi là con lai giữa một phụ nữ Nhật và một người Tây phương. Azumi sở hữu thị lực và tinh thần mẫn cảm phi thường, sử dụng thông thạo thanh kiếm hai đầu.
Obata Gessai
Là một kiếm sư tài ba, người nuôi dạy Azumi cùng bọn trẻ mồ côi. Từng trải qua mất mát chiến hữu thân thiết nhất của mình trong thời loạn lạc. Gessai tôn kính nhà sư Tenkai và nhận mệnh lệnh từ Tenkai, bí mật nuôi dạy bọn trẻ mồ côi thành những cỗ máy giết người. Gessai là người hoàn thành mọi nhiệm vụ của Tenkai giao cho, nhưng cuối cùng vì âm mưu của Yagyū Munenori mà bị thích khách họ Yagyū ám sát chết.
Nankōbō Tenkai
Hình tượng nhà sư này được xây dựng dựa trên hình mẫu nhân vật lịch sử, là quân sư của Tokugawa Ieyasu, trụ trì chùa Kita-in, là Đại tăng chính của Phật giáo Thiên thai. Sư Tenkai được Ieyasu đánh giá là "biết quá nhiều thứ", tính cách của nhân vật này trong tác phẩm cũng là điều bí ẩn, tuổi tác cũng mơ hồ. Để bình định thiên hạ, Tenkai ngầm ra lệnh cho Obata Gessai gây dựng tổ chức thích khách bí mật ám sát của lãnh chúa gây phản loạn. Tenkai là người có trí tuệ thâm sâu, vượt cả Tokugawa và Toyotomi, là người nhìn rõ đại cục thiên hạ và đứng ra bảo hộ Azumi khi bị đám thích khách truy đuổi.
Tobizaru
Ninja thuộc hạ của Inoue Kanbei, mũi thính đến độ phân biệt được mùi máu. Sau khi Kanbei chết thì trở nên tuyệt vọng, nhưng sau gặp được sư Tenkai thì lại hết lòng hành động vì chủ mới. Về tài năng kiếm thuật thì xếp sau Azumi nhưng nhẫn thuật siêu quần, không ít lần cứu Azumi ra khỏi cảnh nguy khốn. Đây là nhân vật hiếm hoi trong tác phẩm sống sót, sát cánh bên Azumi được lâu dài.
Inoue Kanbei
Cận vệ của tướng Katō Kiyomasa. Nếu như nhân vật Kanbei trong lịch sử kết thúc cuộc đời mình trong vai trò một nhà sư sau khi chủ nhân là Katō Tadahiro chết thì trong tác phẩm này, Kanbei quyết tâm báo thù khi song thân và người chị gái bị Tướng quân Tokugawa Ieyasu thảm sát. Chủ nhân của Kanbei là Katō Kiyomasa bị Azumi ám sát, sau đó thủ lĩnh mới là Toyotomi Hideyori cũng chịu chung số phận. Khi thành Ōsaka sụp đổ trước quân đội Tokugawa, Kanbei đơn thương độc mã xông vào trận chính ám sát Ieyasu nhưng sức cùng lực kiệt, mang trọng thương và được Azumi cứu thoát. Sau này Kabei che giấu thân thế, trở thành đệ tử của Ono Tadaaki, chờ ngày báo thù Ieyasu. Nhưng một lần tìm đến võ đường Ono, cận vệ của Ieyasu là Honda Masazumi khám phá ra thân thế của Kanbei...
Yagyū Munenori
Con trai thứ năm của Yagyū Muneyoshi, tổ họ Yagyū ở Edo và là giáo đầu dạy kiếm thuật cho Tướng quân Tokugawa đời thứ 3. Trong trận Ōsaka, Munenori lập được chiến công lấy được 8 đầu tướng địch, được phong lãnh địa 2000 hộc. Munenori là một kiếm sư siêu quần và là một nhà chính trị lỗi lạc, là kiếm khách duy nhất nắm quyền hành về mặt chính trị đương thời. Trong tác phẩm, Munenori lập mưu lợi dụng Azumi để ám sát Ieyasu, sau nhiều lần phái thích khách đi hành thích Azumi.
Mogami Bijomaru
Cao thủ rút kiếm nhanh (Iai-jutsu), thích khách lợi hại này được Sanada Yukimura thả ra để ám toán bọn Azumi. Bijomaru phục sức như nữ nhân, ngôn động cũng khác gì nữ nhân và tự say mê bản thân đắm đuối. Sát thủ này từng giết chết Hyūga và đánh Gessai trọng thương.

## Các phương tiện truyền thông khác

### Điện ảnh
- Azumi (2003)
- Azumi 2 Death or Love (2005)

### Sân khấu
- Diễn lần đầu ： Ngày 3~26 tháng 4 năm 2005. Tái diễn: tháng 4 năm 2006

### Game
- Azumi (game Play Station 2)

### Pachinko
- CRAzumi